# Social- og sundhedsassistent
En social- og sundhedsassistent (også kaldet SOSU-assistent) arbejder på sygehuse, plejehjem, i hjemmeplejen, i psykiatrien samt på dag- og ældrecentre.
SOSU-assistenter arbejder med somatisk og psykiatrisk sygepleje samt med omsorgs- og beskæftigelsesvejledningsopgaver. Derudover leder og fordeler social- og sundhedsassistenter nogle steder arbejdet for social- og sundhedshjælpere og arbejder ofte selv under ledelse af en sygeplejerske.
Social- og sundhedsassistenter er samlet i Social- og Sundhedssektoren i fagforeningen FOA - Fag og Arbejde, som er medlem af LO.
SOSU-assistenter har autorisation og er endvidere underlagt Sundhedsvæsenets Patientklagenævn.
Man kan miste sin autorisation, hvis man ikke gør sit arbejde ordentligt, og Sundhedsstyrelsen finder ud af, at man har lavet store fejl, der er gået ud over borgere eller patienter. 

## Uddannelsen
Uddannelsen består af for nogen grundforløb 1, ellers grundforløb 2 SOSU og hovedforløbet, hvor man er ansat hos en region eller en kommune. 
SOSU-assistentuddannelsen foregår på social-, sundheds- og sygeplejeskoler rundt omkring i hele landet.
For at blive uddannet kræver det, at man som minimum har taget grundforløb 2 på en SOSU skole. Derefter skal man ansættes hos en region eller en kommune på hovedforløb, hvor man så er i 2 år, 9 måneder og 3 uger, forudsat at man ikke kan få meritoverførsel. Under hovedforløbet er man ansat og derfor får man elevløn. Elevlønnen ligger omkring 12000 kr. Man kan få voksen elevløn, hvis man er over 25 år samt indenfor de sidste 5 år har haft minimum 1 års relevant erhvervserfaring. 
En udlært SOSU-assistent har mulighed for at videreuddanne sig til sygeplejerske, tandplejer, jordemoder, radiograf, socialrådgiver, fysioterapeut, farmakonom, ergoterapeut, pædagog eller bioanalytiker. På flere af disse uddannelsesinstitutioner har assistenten mulighed for at overføre merit fra SOSU-uddannelsen.

## Eksterne kilder og henvisninger
- UddannelsesGuidens information om uddannelsen som social- og sundhedsassistent Arkiveret 11. februar 2008 hos  Wayback Machine
- UddannelsesGuidens information om arbejdet som social- og sundhedsassistent Arkiveret 12. februar 2008 hos  Wayback Machine
- FOA – Fag og Arbejde
- Undervisningsministeriets bekendtgørelse af 8. december 2006 om social- og sundhedsuddannelserne